# Emil Warburg
Pour les articles homonymes, voir Warburg (homonymie).
Emil Gabriel Warburg, né le 9 mars 1846 à Altona et mort le 28 juillet 1931 à Bayreuth, est un physicien allemand, professeur de physique aux universités de Strasbourg, Fribourg-en-Brisgau et Berlin. Il est devenu président de la Société de Physique allemande de 1899 à 1905.

## Biographie
Il est le père du biochimiste et physiologiste Otto Heinrich Warburg (1883-1970) (prix Nobel de physiologie ou médecine pour sa découverte de la nature et du mode d'action des enzymes respiratoires en 1931).
Parmi ses étudiants se trouvaient James Franck (prix Nobel de physique 1925), E. Grueneisen, R. W. Pohl, Hans Karl August Simon von Euler-Chelpin (prix Nobel de chimie 1929).

## Son œuvre de physicien
Il a mené des recherches dans les domaines de la théorie cinétique des gaz, la conductivité électrique, les décharges dans les gaz, le rayonnement de l'hélium, le ferromagnétisme et la photochimie. Il a découvert l'effet magnétocalorique dans le fer en 1881  (effet qui sera bien plus tard à la base de nombreux travaux (encore en cours) sur la réfrigération magnétique).